# Pugilina
Pugilina is een geslacht van weekdieren uit de klasse van de Gastropoda (slakken).

## Soorten
- Pugilina morio (Linnaeus, 1758)
- Pugilina tupiniquim Abbate & Simone, 2015